# François Millon de Montherlant
Pour les articles homonymes, voir Montherlant.
François Millon, seigneur de Montherlant et de La Verteville (1er juillet 1726, Wassigny - 23 juin 1794, Paris), est un homme politique français.

## Biographie
François Millon de Montherlant est le fils d'Antoine Millon, seigneur de Montherlant et de La Verteville, capitaine exempt des gardes de la porte du roi, et de Marie Jeanne Budin.
Avocat au parlement et syndic de Beauvais au moment de la Révolution, il est élu, le 19 mars 1789, député du tiers du bailliage de Beauvais aux États généraux. Durant la séance du 24 septembre 1789, il prend la parole après Necker et Dupont de Nemours pour nier les droits financiers du clergé, notamment le rachat par l'Etat de la dîme. Après la session, il devient receveur du district de Chaumont. 
Arrêté en 1794, pour avoir donné asile à un émigré, il est traduit devant le tribunal révolutionnaire de Paris, condamné à mort et exécuté.
Marié à Geneviève Rosalie Dumoulin de Paillart, il est le grand-père de l'ambassadeur Ernest Millon de La Verteville et l'ancêtre de l'auteur Henry de Montherlant, qui le cite dans son roman Les Garçons.

## Sources
- « François Millon de Montherlant », dans Adolphe Robert et Gaston Cougny, Dictionnaire des parlementaires français, Edgar Bourloton, 1889-1891 [détail de l’édition]